# Bâtiment de la municipalité de Prokuplje
Le bâtiment de la municipalité de Prokuplje (en serbe cyrillique : Зграда општине у Прокупљу ; en serbe latin : Zgrada opštine u Prokuplju) se trouve à Prokuplje et dans le district de Toplica, en Serbie. Il est inscrit sur la liste des monuments culturels protégés de la république de Serbie (identifiant no SK 2093),.

## Présentation
Le bâtiment, situé 2 rue Nikodija Stojanovića, a été construit en 1909.

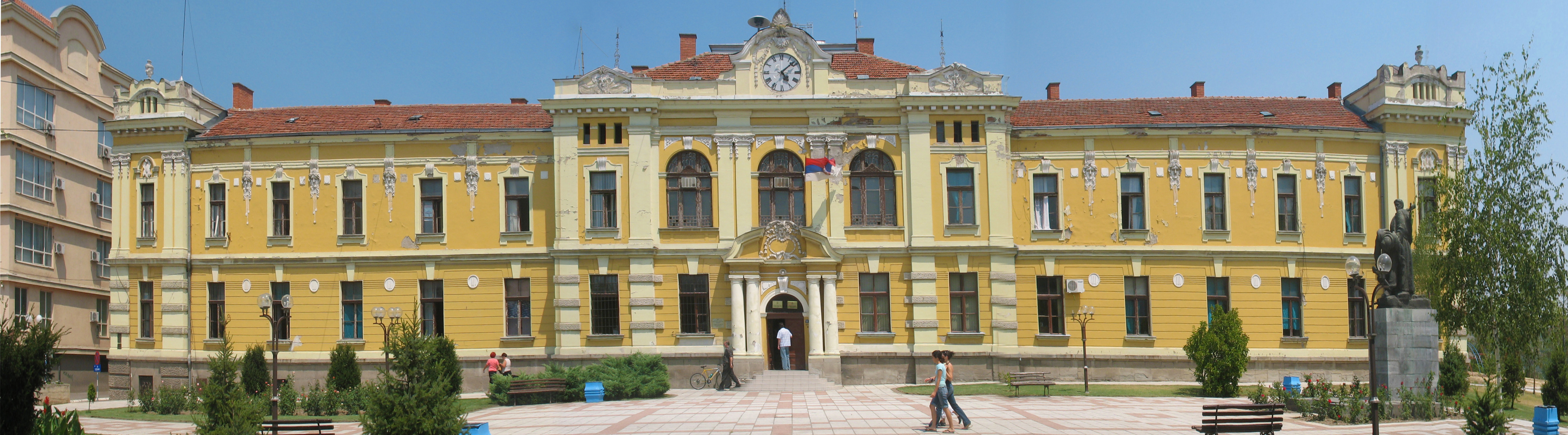
Vue d'ensemble du bâtiment.